# Животков Олександр Олегович
Олександр Олегович Животков (нар. 31 березня 1964, Київ, Українська РСР) — український художник, член Національної спілки художників України (з 1989), об'єднання «Живописний заповідник» (1991—1995), представник Нової хвилі (постмодерністського мистецтва в Україні)..
Разом з батьком та братом Сергієм створив своєрідну «фамільну школу», що має характерні особливості — монохромність та мінімалізм. Його унікальна авторська техніка втілює власні суб'єктивні переживання та сприйняття з деревом, каменем, головним чином, у монохромно-площинних композиціях різьблених панно, сповнених стрімкої динаміки штрихів та ліній, прорізів у нашаруванні фарби до яких вплетено текст, як правило, молитв та біблійних цитат.
Його мистецькі твори демонструвалися на 34 персональних виставках в Україні, а також знаходяться в музеях та приватних колекціях багатьох країн світу. Він брав участь у 60 групових проєктах в Україні, Росії, Польщі, Словаччині, Великій Британії, Франції, Фінляндії, Німеччині, Австрії. Його картини продаються на світових та українських аукціонах — Sotheby's, Phillips. Більшість своїх мистецьких творів-інтерпретацій художник демонструє в мистецькому просторі Stedley Art Foundation [Архівовано 13 березня 2022 у Wayback Machine.].

## Біографія
Олександр Животков народився 31 березня 1964 року в Києві у творчій родині, що проживала по тодішній вулиці Героїв Революції (тепер — Трьохсвятительській), неподалік Михайлівського Золотоверхого монастиря. Живе і працює в рідному місті — українській столиці. Основи художньої освіти почав отримувати ще до вступу у 1975 році до Республіканської художньої школи імені Тараса Шевченка (закінчив у 1982 році) — в сім'ї (він художник — у п'ятому поколінні), де батько і старший брат — художники, а також в оточенні. На думку Олександра Животкова його творчим наставником і вчителем став рідний дядько — художник Михайло Рудаков (Москва, Росія). Завершив навчання у 1988 році та одержав диплом про вищу освіту на факультеті сценографії Київського державного художнього інституту) під час перебудови. Викладачем був Олексій Бобровников.
Початок активної діяльності митця припадає на радикальні зміни в економічному й політичному житті СРСР, зламі колишньої ідеології. Все це привело до значних змін у мистецькому житті. Олександр Животков почав займатися творчістю ще на останньому курсі художнього інституту в 1984 році. Він обладнав куток у майстерні батька, який працював у художній школі на Сирці. В цей час Олександр починає активно цікавитися мистецтвом модернізму. Працював часто ночами вдома, закриваючись у маленькій кімнатці. Наприкінці 1980-х — на початку 1990-х років митці засновують перші художні колективи бажаючих покінчити з канонами соцреалізму. Так художник долучився до спільноти художників на чолі з головою молодіжної секції Спілки художників Української РСР Тіберієм Сільваші та мистецтвознавцем Олександром Соловйовим, які організовували влітку 1988, 1989 і 1991 років двомісячні пленери в Седневі на Чернігівщині. Локаціями були простір на березі річки Снов на Чернігівщині, в Будинку творчості і відпочинку художнього фонду Української РСР «Седнів». Представники постмодерністського мистецтва в Україні, до яких входили переважно представники андеграундної художньої групи «Паризька комуна», саме це містечко зробили центром «нової української хвилі». Але Олександр Животков увійшов 1991 року до іншої групи — «Живописний заповідник», учасники якої стали досліджувати можливості живописної мови. Це творче угрупування розпалось 1995 року. З 1993 року Олександр Животков працює в майстерні, що знаходиться по вулиці Антоновича.
У 2000 році трагічна загибель брата Сергія Животкова дещо змінила погляди художника. Він пише серію картин «Варіанти в білому», як реквієм по брату. Далі він пише «Дороги» (2001—2004), «Варіанти з чорним» (2003—2005) тощо.
Художник здійснив багато паломницьких поїздок, під час яких познайомився з культурою Сходу (Кавказ, Непал, Тибет). У 2010—2011 роках він побував у гірському монастирі Тибету, відвідав обитель великого Лами, а ще раніше — занедбані гірські базиліки Вірменії. Результатом тибетського паломництва стала згодом серію тибетських ікон «Непальські тханки».

## Творчість

### Особливості стилю художника
Олександр Животков мистецтвом займається з 1984 року. Він бере активну участь у регіональних та зарубіжних виставках з 1988 року. Вперше його картини демонструвались на виставці «Нові імена, нові тенденції» у Музеї історії Києва. У 1989 році вступив до Спілки художників України. Через два роки (у 1990) — наступна — у Центральному будинку художника Спілки художників України в Києві. Ще через два роки — відбулось дві виставки. Вперше, у 1992 році, художник демонстрував свої картини за кордоном на виставці «Українське мистецтво» у фінській столиці Гельсінкі. З 1992 р. — член групи «Живописний заповідник». У 1994 році картини митця виставлялись у галереї «Бланк-Арт», з 1997 року він співпрацює з галереєю «Ательє Карась» у Києві. У 2001 році — знову закордонна виставка у віденському музеї Палац Гаррах (Австрія). Починаючи з 2003 року Олександр Животков ускладнює власну техніку створення композицій. До «тіла» полотна він уводить «маргінальні матеріали» (тканину, папір, сітку, дерево). В умовах сімейної трагедії він починає експериментувати створюючи напівколажі-напівживопис. Матеріалом став пакувального двошаровий картон, трансформований в жорсткі, нібито кричущі від відчаю композиції. Ці нові роботи вперше демонструвались 2003 року в галереї «Триптих». Співпрацю з цією галереєю він продовжив у 2005 та 2007 роках.
Творчою особливістю Олександра Животкова та його індивідуальністю став художній модерністський стиль. Також він, опираючись на мистецькі досягнення українських майстрів, зокрема, традицій вітчизняного авангарду 1920-х років, відшуковує в мистецтві минулого співзвучні своєму розумінню світу образи, прийоми і пластичні знахідки. До художньої практики митцем вноситься спадщина стародавніх європейських і східних цивілізацій. З маргінальними матеріалами (глина, цемент, метал, скло) у 1950-1970-х роках активно працювали представники другої хвилі європейського авангарду Ж. Дюбюффе (сире мистецтво), художники групи «Кобра» (1948—1951), Лючіо Фонтана (його «спеціалізм»), Ентоні Тапіес (інформель). Так О. Животков повторює особливе «колажне мислення» XX століття з їх авангардними колажами та їх ускладненої форми бріколажу, але додає до них мистецтво через знаки і смисли композицій. У власних багаторівневих роботах він розвиває власний метод інтерпретації архаїчності артефактів археологічних колекцій та поєднує половецькі ідоли, трипільську кераміку та народну українську ікону, мистецтво ранньохристиянських катакомб та фаюмський портрет, грузинські поховальні стели і тибетські манускрипти.
З 2007 року Олександр Животков вже повноцінно експериментує з нетрадиційними для художника матеріалами: картоном, папером, марлею, піском, землею, сажею, каменем. Героями живопису автора, що постають на полотні, дерев'яних дошках та нефігуративних мінімалістичних картинах є голуби, жіночі обриси, кола чи хрести. Цього ж року побачив світ перший каталог робіт художника. З цього часу в Олександра Животкова персональні виставки відбуваються щороку (у 2007 році — вперше у Польщі). А з 2013 року — і декілька за рік, зокрема й за кордоном. У 2013 та 2014 роках — у Галереї Саатчі у Лондоні (Велика Британія). У 2014 році знову у Відні, 2016 — у галереї Kunst-und Filmbiennale Worpswede у німецькому місті Ворпсведе, а 2018 року у Національній галереї Грузії у Тбілісі. У кольорі живопису Олександра Животкова, якому притаманна іконна площина, переважають кольори, що утворюються, наприклад, після змішання з фарбою піску або цегляної крихти. Він обмежує палітру білим, чорним, коричневим і сірим кольорами, відмовляючись від яскравих кольорів.
Серії 2018—2020 років («Скрижалі», «Древо Життя») розкривають тему грузинської архаїки архетип. В них Олександр Животков демонструє потужну домінанту гострого драматизму, просвітленості або умиротворення. Художник в композиціях, що більше схожі на новітні ікони (наприклад, «Протоархаїка»), постійно використовує скоропис (тексти Біблії, поезію).
Митець так описує свою творчість:
|  | «Усе з'являється саме по собі. Наприклад, якось потрібно було виправити пошкоджене полотно, я заклеїв його марлею, зверху почав писати фарбами, виникли додаткові фактури, вони потягли за собою об'єми… Або щось ремонтував у майстерні, взяв дерево, з нього почав робити рельєф… Життя веде тебе в потрібному напрямку, дає тобі підказки, потрібно тільки їх побачити й скористатися ними… Я взагалі не відкриваю нічого нового, матеріал є вторинним, можна працювати будь-чим — фарбами, вугіллям, кремом для взуття…». |

### Роботи в колекціях та на аукціонах
Його твори знаходяться у колекціях міністерства культури України, дирекції Спілки художників України, Національного музею «Київська картинна галерея», Національного художнього музею України, Сумського художнього музею імені Никанора Онацького, Хмельницького обласного художнього музею, міністерства культури Росії, Kunsthlstorlschen Museum (Австрія). Крім того, роботи Олександра Животкова знаходяться в музеях та приватних збірках Європи, Америки, Азії та Африки. З 2011 року популяризацією творчості митця займається простір Stedley Art Foundation з яким, за словами художника, йому співпрацювати комфортно.
Олександр Животков постійний учасник на світових аукціонах — Sotheby's, Phillips. Протягом 2010—2015 років на торгах аукціонних будинків «Goldens», «Корнерс», «Дукат», Sotheby's, Christie's, Phillips з 24 виставлених робіт художника було продано 15 (зокрема, «Робота номер 5» (2011) із циклу «12 робіт», роботи із циклу «Дороги. Напрямок північний схід» тощо) на загальну суму $ 102,220.
Однією з найдорожчих картин художника стала «Робота № 1» із серії «Дороги» (73 x 173 см, 2013). Її продали на аукціоні Sotheby's у листопаді 2013 року за $ 22 270. Рекордом 2015 року за вартістю стала картина — «Вітер» (2014). Вона була продана 9 грудня 2015 року за $ 16,000 на аукціоні дому «Phillips» у Лондоні (Велика Британія). Комі того, роботу «Композиція № 6» (1997) продано за $ 15,000. Картину із циклу «Дороги. Напрямок північний схід» було продано 13 квітня 2015 року в Лондоні на торгах Under the Influence аукціонного дому Phillips за $ 11,800. Також «Робота № 2» з серії «12 робіт» (75 х 55 см, 2011—2012) Олександра Животкова пішла за $ 9 900 влітку 2013 року на аукціоні Sotheby's.
У 2015 році завдяки проданим в Лондоні на торгах Under the Influence аукціонного дому Phillips картинам із циклу «Дороги. Напрямок північний схід» (2011) та «Вітер» (2014) Олександр Животков увійшов до п'ятірки найкращих українських художників за вартістю проданих картин.
2019 року роботу «Від Різдва Христового» (2016), яку автор називає ще «Розп'яття», було передано в дар Ватикану. За бажанням Папи Франциска вона виставлена в Папському Латеранському університеті в Римі.

### Вибрані персональні виставки
- 1988 — «Нові імена, нові тенденції», Музей історії Києва, Київ;
- 1990 — Центральний будинок художника Спілки художників України, Київ;
- 1992 — Галерея «Барва», Київ;
- 1992 — «Українське мистецтво», Гельсінкі (Фінляндія);
- 1994 — «Виставка однієї картини», галерея «Бланк-Арт», Київ[34];
- 1996 — Державний музей російського мистецтва, Київ;
- 1997 — Галерея «Ательє Карась», Київ;
- 2000 — «Шість білих диптихів», галерея «Ательє Карась», Київ;
- 2001 — Виставка робіт сім'ї Животкових, Центральний будинок художника Спілки художників України, Київ;
- 2001 — «Виставка українських художників», Музей «Гаррах-Палац», Відень (Австрія);
- 2002 — «Варіанти з чорним», галерея «Ательє Карась», Київ;
- 2004 — «Протасів Яр», галерея «Ательє Карась», Київ;
- 2005 — Перша виставка в галереї «Триптих», Київ;
- 2007 — «Рома», Сумський художній музей, Суми;
- 2007 — «Живопис», галерея «Триптих», Київ;
- 2007—2008 — «Край прикордоння», цикл виставок у Польщі й Україні;
- 2008 — «Живописний заповідник. Версія 2008», галерея «Bottega», Київ;
- 2008 — «Виставка однієї картини», галерея «Триптих», Київ;
- 2010 — «Роботи 2010 року», галерея «Триптих», Київ;
- 2010 — «До питання про непальських тханку», галерея «Ленін», Запоріжжя;
- 2011 — «Одинадцять років. П'ятнадцять днів», Art Kyiv Contemporary, Мистецький Арсенал, Київ[35];
- 2011 — «Сім робіт», «Білий простір» Stedley Art Foundation, Київ;
- 2011 — «20 років присутності», Інститут проблем сучасного мистецтва Національної академії мистецтв України (ІПСМ), Київ;
- 2012 — «Після слів» в рамках паралельної програми Першої Київської міжнародної бієнале «ARSENALE 2012», «Білий простір» Stedley Art Foundation, Київ[36];
- 2013 — «Contemporary Ukrainian Artists», Saatchi Gallery, Лондон (Велика Британія);
- 2013 — «Орієнтація на місцевості», НХМУ, Київ;
- 2013 — «Напрямок — Північний схід», «Білий простір» Stedley Art Foundation, Київ[37];
- 2014 — «Premonition: Ukrainian Art Now», Saatchi Gallery, Лондон (Велика Британія);
- 2014 — «Київ. 2014», «Білий простір» Stedley Art Foundation, Київ[38];
- 2014 — «Сучасні українські художники і Panton Chair», PinchukArtCentre, Київ;
- 2014 — «Ukraine. The Archetype of Liberty», Novomatic Forum, Відень (Австрія);
- 2014 — «Український пейзаж», Мистецький Арсенал, Київ;
- 2015 — «Формула тиші», Артсвіт, Дніпро[39];
- 2015 — «Дороги (2014—2015)», «Білий простір» Stedley Art Foundation, Київ[40];
- 2015 — «Музейне зібрання. Українське сучасне мистецтво 1985—2015. З приватних колекцій», Мистецький Арсенал, Київ;
- 2015—2016 — «Motherboard», «Білий простір» Stedley Art Foundation, Київ[41];
- 2016 — «Дороги (2015—2016)», «Білий простір» Stedley Art Foundation, Київ[42];
- 2016 — «Трансформація. Докази», Kunst-und Filmbiennale Worpswede, Ворпсведе (Німеччина);
- 2016 — «Рецепт для утопії», ІПСМ, Київ;
- 2016—2017 — «Від Різдва Христового», «Білий простір» Stedley Art Foundation, Київ[43];
- 2017 — «…Аз воздам», «Білий простір» Stedley Art Foundation, Київ[44];
- 2018 — «Картон. Дерево. Камінь», Національна галерея Грузії (Тбілісі, Грузія)[45];
- 2020 — «Тримайся коріння», «Білий простір» Stedley Art Foundation, Київ[46];
- 2020 — «Тримайся коріння», Єрмілов центр, Харків[18].

### Вибрані групові виставки
- 1993 — «Український авангард XX століття», в рамках програми «Дні Києва в Тулузі», Музей августинців, Тулуза (Франція).
- 1994 — «Українські художники», Мюнхен (Німеччина);
- 1994 — «Полістилізм. Український живопис», Берлін (Німеччина);
- 1995 — «Український живопис», Мюнхен (Німеччина);
- 1995 — «Дахау-95. Сучасний живопис і скульптура Європи», Дахау (Німеччина);
- 1998 — Бієнале нефігуративного живопису, Центр «Український Дім», Київ;
- 1999 — «Мистецтво XX століття», Арт-манеж, Москва (Росія);
- 2001 — Виставка українських художників. Музей «Гаррах-Палац», Відень (Австрія);
- 2002 — «10 років. Живописний заповідник», Національний художній музей України, Київ;
- 2004 — «Прощавай, зброє!», Мистецький Арсенал, Київ;
- 2005 — LAND-ART симпозіум, проєкт «Дійство відкритого вогню», Могриця, Сумська область;
- 2006—2007 — «Край прикордоння», Серія виставок за підсумками пленеру, Польща;
- 2008 — «Живописний заповідник, Версія 2008». Галерея «Боттега», Київ;
- 2011 — «20 років присутності», Інститут проблем сучасного мистецтва, Київ;
- 2013 — «Орієнтація на місцевості», Національний художній музей України, Київ;
- 2014 — «Premonition: Ukrainian Art Now», Saatchi Gallery, Лондон (Велика Британія);
- 2014 — «Сучасні художники і Panton Chair», PinchukArtCentre, Київ;
- 2014 — «Ukraine. The Archetype of Liberty», Novomatic Forum, Відень (Австрія);
- 2014 — «Український пейзаж», Мистецький Арсенал, Київ;
- 2015 — «Музейне зібрання. Українське сучасне мистецтво 1985—2015. З приватних колекцій», Мистецький Арсенал, Київ;
- 2016 — «Дух часу», арт-простір Zenko Foundation, Татарів;
- 2016 — «Трансформація. Доказ», Kunst-und Film Biennale Worpswede, Ворпсведе (Німеччина);
- 2016 — «Рецепт для утопії», Інститут проблем сучасного мистецтва, Київ.
- 2021 — «Катарсис», четвертий фестиваль високого мистецтва Bouquet Kyiv Stage у київській галереї «Хлібня» в просторі «Софії Київської» (об'єднує барокові скульптури Йоганна-Георгія Пінзеля, його учня Франциска Олендзького і роботи Олександра Животкова)[47].

## Нагороди
- приз «Золотий перетин» та звання «Художник року» на Міжнародному арт-фестивалі (Київ, 1996),
- II премія на Міжнародній трієнале живопису (Київ, 1998)[48].

## Родина
Олександр Животков народився у мистецькій родині. Його батько — відомий київський художник Олег Животков (нар.. 1933). Він довгий час викладав малюнок, живопис та композицію у Державній художній середній школі імені Т. Г. Шевченка в Києві. Олег Олександрович здійснив великий вплив на становлення свого сина, як особистості та митця. Пейзажні роботи батька в галузях станкової та книжкової графіки, позначені впливом імпресіонізму, стали основою для початку творчості Олександра Животкова. Спільною ознакою школи Животкових стала пластика живопису їх картин.
Також художником був і його брат Сергій Животков (1961—2000). Вони обидва зростали в середовищі відомих майстрів, що часто спілкувались з їх батьком. Одночасно вчились образотворчому мистецтву. Їх творчим наставником і вчителем став рідний дядько — художник Михайло Рудаков, до якого вони їздили у Москву. Втім братова творчість більше тяжіла до метафізичного
живопису його ведутів.. Олександр дуже болісно переживав трагічну загибель брата Сергія наприкінці січня 2000 року. Це призвело до зміни його творчості, переважання червоних кольорів у роботах.
Дружина — Ганна Гідора (нар. 1959) — українська художниця. Вона стала відомою ще у Сумах, де працювала завідувачем відділу образотворчого та декоративно-прикладного мистецтва Вищого училища мистецтв та культури. Її творчість відзначена експериментами з керамікою, що проявляється створенням поліхромних кераміко-пластичних композицій. Вже традиційним стали симпозіуми «Land-Art», які щороку проходять біля села Могриця поблизу Сум.

## Публікації
- Александр Животков. Live. Motherboard: Каталог выставки К.: Stedley Art Foundation, 2016. [Архівовано 3 березня 2021 у Wayback Machine.]
- Александр Животков. Live. Дороги 2014—2015: Каталог выставки К.: Stedley Art Foundation, 2015.
- Александр Животков. Киев 2014: Каталог выставки К.: Stedley Art Foundation, 2015. [Архівовано 3 березня 2021 у Wayback Machine.]
- Александр Животков. Холст, дерево, картон. Работа с материалами 1984—2014: Альбом К.: Stedley Art Foundation, 2014. [Архівовано 3 березня 2021 у Wayback Machine.]'